# Sharon Kleinbaum
Sharon Kleinbaum   (Rutherford, 1959) és una rabina estatunidenca que va servir com a líder espiritual de la congregació Beit Simchat Torah de la ciutat de Nova York durant 32 anys. Des del juliol de 2024, en què es jubilà, és la primera rabina emèrita sènior de la sinagoga. Ha estat una dinàmica activista pels drets humans i el matrimoni civil per a les parelles homosexuals.
El 30 de juliol de 2021, el president Joe Biden va anunciar plans per nomenar Kleinbaum membre de la Comissió dels Estats Units per a la Llibertat Religiosa Internacional; els nomenaments presidencials a la comissió no requereixen l'aprovació del Congrés.

## Primers anys i educació
Kleinbaum va néixer i es va criar a Rutherford, Nova Jersey. Es va graduar el 1977 a la Frisch School i el 1981 va obtenir cum laude, una llicenciatura en ciències polítiques al Barnard College. Mentre hi estudiava, va liderar protestes contra les inversions de Barnard a Sud-àfrica i contra la proliferació d'armes nuclears. És obertament lesbiana i té dues filles. Va rebre la seva ordenació com a rabina del Reconstructionist Rabbinical College el 1990. Kleinbaum també ha estudiat a la Universitat Hebrea de Jerusalem i al Centre d'Estudis Hebreus i Jueus d'Oxford. És membre de la Conferència Central de Rabins Americans i de l'Associació Rabínica Reconstruccionista.

## Carrera
Kleinbaum va ser nomenada com la primera rabina de la Congregació Beit Simchat Torah (CBST) el 1992. És una destacada defensora dels drets humans.
El 1995, Kleinbaum, juntament amb la rabina Margaret Wenig i Russell Pearce, van enviar una resolució demanant suport al matrimoni civil per a parelles gais a la Comissió d'Acció Social del moviment reformista; quan va ser aprovada per la Comissió, Wenig la va presentar a la Conferència Central de Rabins Americans, que la va aprovar el 1996.
Kleinbaum va formar part de la Comissió per a lesbianes, gais, bisexuals, transgèneres i queer (LGBTQ) de l'alcalde Bloomberg per a joves fugitius i sense llar i del comitè assessor LGBT del departament de policia de Nova York (2009-2010). Kleinbaum també ha format part del Comitè de Transició de l'alcalde de Bill de Blasio —per seleccionar el següent alcalde de Nova York— (2013-2014) i del Subgrup de treball del Grup de Treball sobre Religió i Política Exterior del Departament d'Estat dels Estats Units sobre Justícia Social (2014). Nomenada pel senador Chuck Schumer, va exercir com a comissària de la Comissió dels Estats Units per a la Llibertat Religiosa Internacional del 2019 al 2020. També va formar part de la Comissió de Drets Humans de la ciutat de Nova York, del Consell Assessor basat en la Fe de l'alcalde de Blasio, de la junta de la New York Jewish Agenda, de la New Sanctuary Coalition de Nova York i de la junta del New Israel Fund (NIF). La rabina Kleinbaum és membre dels Comitès Executius de l'Oficina de Serveis de Desenvolupament de la Fe i sense ànim de lucre del Governador Hochul i del Consell Interreligiós de l'Estat de Nova York (NYSIC).

## Vida personal
Es va casar amb la rabina Margaret Wenig el 2008. Més tard es van divorciar. Kleinbaum es va casar amb Randi Weingarten el 25 de març de 2018. Té dues filles.

## Premis
Kleinbaum va ser nomenada una dels 50 rabins més influents d'Amèrica per Newsweek uns quants anys seguits, així com una de les 150 dones que sacsegen el món, segons Newsweek. També va ser nomenada una de les 10 dones líders religioses i una de les 15 líders religioses LGBTmés inspiradores, pel Huffington Post. També ha estat nomenada una dels 50 líders jueves més importants del país pel Forward  i la New York Jewish Week. AM New York la va nomenar una de les dones més influents de la ciutat de Nova York el Dia de la Dona. Kleinbaum ha rebut el Premi Dona de Valor del Fons Jueu per a la Justícia.
El desembre de 2024, Sharon Kleinbaum va ser inclosa a la llista de les 100 dones de la BBC.
Altres premis que ha rebut són:
- Premi de la interventora de la ciutat de Nova York Elizabeth Holtzman pel seu lideratge i coratge en la lluita pels drets de lesbianes i gais.
- Premi Hetrick-Martin Emery, 1996.
- Premi Reconstructionist Rabbinical College Board of Governors, 1997.
- Premi del Controlador de la ciutat de Nova York, Alan G. Hevesi, pel seu lideratge i dedicació a salvaguardar els drets de lesbianes i gais, 1998.
- "Dona de valor" del Fons Jueu per a la Justícia, 2000.
- The Lavender Light: Black and People of All Colors, Premi Gospel Choir Warriors of Faith de lesbianes i gais, 2006.
- Gran Mariscal per al Patrimoni de l'Orgull Gay Pride March, 2007.
- Premi Líder de la comunitat d'esdeveniments de dones del Centre LGBT, 2009.
- Premi Keter Shem Tov del Reconstructionist Rabbinical College, 2012.
- Jueus per la justícia racial i econòmica (JFREJ's) Rabbi Marshall T. Meyer Risk Taker Award, 2014.
- El Premi Paritat: per tota una vida d'activisme i lideratge, 2016.
- El Centre Islàmic de la Universitat de Nova York: Premi Visionari, 2017.
- Premi Auburn Seminary Lives of Commitment, 2017.
- Xarxa de comunitats musulmanes 2018.

## Articles i llibres
- Kleinbaum, Sharon. «Two Days After the U.S. Capitol is Attacked». A: Knopf. No Time for Neutrality: American Rabbinic Voices from an Era of Upheaval, 2021. ISBN 979-8737101305.
- Rabbi Mike Moskowitz. Moskowitz. Chaver Up!: 49 Rabbis Explore What it Means to be an Ally through a Jewish Lens.  Congregation Beit Simchat Torah, 24 de març de 2021. ISBN 979-8727433546.
- "The Work of Repairing the World: Resilience and Failing (in Order) to Succeed", Moral Resistance and Spiritual Authority: Our Jewish Obligation to Social Justice (Conferència Central de Rabins Americans, 2019).
- “When Is Our Reichstag Fire Coming, And Will We Be Prepared For It?” per la rabina Sharon Kleinbaum, Huffington Post, 1 de març de 2017.
- "Post Election Sermon", WHAT WE DO NOW: Standing Up for Your Values in Trump's America (Melville House, gener de  2017)
- Pròleg: Changing Lives, Making History: Congregation Beit Simchat Torah (Congregació Beit Simjat Torà, 2014).
- Editora: Siddur B'chol L'vav'cha (Congregació Beit Simjat Torà, 2007).
- Listening for the Oboe (Congregació Beit Simjat Torà, 2005).
- Synagogue as Spiritual Community (Congregació Beit Simjat Torà, 2001).
- "Bully Me" in It Gets Better: Coming Out, Overcoming Bullying, and Creating a Life Worth Living, editada per Dan Savage i Terry Miller, Dutton Adult (22 de març de 2011).
- "Do Not Hold Back: Notes from a Gay Congregation", Tikkun, p. 51, estiu de  2011.
- "Supporting Our Muslim Neighbors in the New Year", Gay City News, 15 de setembre  de 2010.
- "Signs of Faith, 'God Hates Hate'", The Advocate.com, 25 de juny de 2009.
- "Overcoming Prejudice" a Conscience 27. (2006).
- "What Now? After the Exodus, the Wilderness" de Women's Passover Companion: Women's Reflections on the Festival of Freedom editat per la rabina Sharon Cohen Anisfeld, Tara Mohr and Catherine Spector, Jewish Lights Pub; (febrer de 2003).
- Essay in Rabbis: The Many Faces of Judaism: 100 Unexpected Photographs of Rabbis With Essays in Their Own Words (Universe Publishing, 2002).
- "There's a Place for Us: Gays and Lesbians in the Jewish Community" juntament amb la rabina Margaret Moers Wenig, Life Lights (Jewish Lights Publishing, 2002).
- "Gay and Lesbian Synagogue as Spiritual Community" en l'antologia Lesbian Rabbis: The First Generation editada per Rebecca R. Alpert, Sue Levi Elwell i Shirley Idelson (Rutgers University Press, 2001).
- "Memo to Clinton: Gays and Lesbians", Rabbi Sharon Kleinbaum, Tikkun Magazine, Vol. 8, gener de 1993.
- "An Eye for an Eye, A Tooth for a Tooth" a Reconstructionist (tardor de 1992).
- "Responses to the Destruction: A Look at Some Rabbinic Texts" a Reconstructionist (juliol-agost de 1990).

## Filmografia
Pel·lícules en què apareix la rabina Kleinbaum
- Everything Relative (1996) escrita i dirigida per Sharon Pollock.
- Ruthie and Connie: Every Room in the House (2002) Dirigida per Deborah Dickson. Amb Ruthie Berman i Connie Kurtz.
- Jerusalem is Proud to Present (2008) Una pel·lícula de Nitzan Gilady, Productora: Galia Bador.
- Grace Paley: Collected Shorts (2009) Una pel·lícula de Lilly Rivlin.